# Born and Raised (album de John Mayer)
 (octobre 2020).
Si vous disposez d'ouvrages ou d'articles de référence ou si vous connaissez des sites web de qualité traitant du thème abordé ici, merci de compléter l'article en donnant les références utiles à sa vérifiabilité et en les liant à la section « Notes et références ».
Pour les articles homonymes, voir Born and Raised.
Albums de John Mayer
Battle Studies
(2009) Paradise Valley
(2013)
Born and Raised est le cinquième album studio du chanteur-compositeur américain John Mayer, sorti le 22 mai 2012 par Columbia Records. 
Il marque un changement dans son style musical, incorporant des éléments de folk et d’americana, ainsi que des influences de Bob Dylan, Neil Young, David Crosby, Stephen Stills et Graham Nash. La pochette, ainsi que celle du single Queen of California a été réalisée par David Adrian Smith.
L'album a reçu des critiques globalement positives, mettant aussi bien en avant la technicité de la guitare que la production. Le premier single Shadow Days est publié sur le blog de John Mayer le 27 février 2012 et rendu disponible en téléchargement le 6 mars 2012. Le second single Queen of California est diffusé sur Hot AC radio le 13 août 2012. Le troisième et dernier single Something Like Olivia est lui diffusé sur Triple A radio le 5 novembre 2012.

## Genèse
Au cours de l'hiver suivant la tournée de l’album Battle Studies, John Mayer déclare qu’il commence à se diriger vers de nouvelles « idées musicales », à l'écoute des albums de Bob Dylan, de Crosby, Stills, Nash and Young, de l'album solo de Neil Young After the Gold Rush (qu'il citera dans la chanson Queen of California), ainsi que du genre americana. Il ressent une légère frustration à ne pas pouvoir commencer de nouvelles recherches musicales aussi tôt qu’il l’aurait voulu, à cause de la tournée à terminer. Alors qu’elle se termine, il se trouve au cœur d’une controverse à la suite de propos racistes et sexistes déclarés dans une interview pour Playboy. Il décide de se retirer des médias et du public pour un temps. On apprend par la suite le titre du nouvel album, pour une sortie prévue en octobre 2011.
Le 6 septembre 2011, John Mayer annonce sur son blogue un report de la sortie de Born and Raised, à la suite de la découverte de granulomes dans sa gorge, situés proches de ses cordes vocales. Il se remet de l’opération et annonce que l'enregistrement et le mixage sont terminés, à l’exception des quelques pistes vocales, espérant une sortie au début de 2012. Il déclare « j’ai fait beaucoup de soins, comme les reflux anti-acide et ça n'a pas marché, alors j'ai dû faire reposer ma voix. Pas d’alcool. Pas de nourriture épicée. Pas de parole. Je n’ai pratiquement pas parlé du mois de septembre. J'avais un clavier Bluetooth et il fallait un iPad pour lire ce que je disais. Je pointais les menus au restaurant. Les gens me regardaient comme si j’étais fou ».
Le 20 octobre 2011, l’artiste annonce qu’il vient d’avoir une opération chirurgicale pour retirer les granulomes et qu’il devra attendre un autre mois avant d’utiliser sa voix. Il annonce profiter de cette période pour « voyager, regarder et écouter ». Remis de l’opération et après un road trip au cœur des États-Unis, il déménage à Bozeman, dans le Montana.
Le 27 février 2012 sort le premier single Shadow Days ; John Mayer annonce le lendemain la liste des chansons et la sortie définitive de l’album le 22 mai 2012.

## Promotion
La promotion de Born and Raised a été limitée par le traitement des granulomes et du peu d'interviews données. On retrouve l'artiste à l'émission Late Night with Jimmy Fallon et au Ellen DeGeneres Show, dans lequel il décrit l'album comme son plus « honnête » et « cohérent ». Il est linvité musical du Late Show with David Letterman.

## Tournée
En septembre 2011, ainsi qu'au printemps 2012, John Mayer a dû annuler des courtes séries de concerts à la suite de la découverte et au traitement des granulomes. Le 16 janvier 2013, il remonte sur scène après 2 ans d'absence à Bozeman, au cours d’un concert caritatif au profit des pompiers ayant combattu les feux de Pine Creek.
Le Born and Raised World Tour commence le 6 juin 2013 à Milwaukee, dans le Wisconsin. 

## Réception

### Performance commerciale
Born and Raised est le troisième album de John Mayer à atteindre la première place du Billboard 200 aux États-Unis, avec 219 000 copies vendues la première semaine ; il est à nouveau no 1 la semaine suivante, devenant le premier album de l'artiste à passer plus d’une semaine à la tête des charts. Il se classe également premier au Canada dès son entrée, avec 17 800 copies, pour la première fois dans l’histoire de l’artiste. Il débute à la quatrième place dans les charts britanniques.
Le 12 septembre 2012, Born and Raised est certifié or par la RIAA, 500 000 copies sont vendues. 

### Critiques
L'album recueille des critiques généralement positives. Rolling Stone le classe 17e des 50 albums de l'année 2012.

## Liste des titres
Toutes les chansons ont été écrites par John Mayer.
1. Queen of California – 4:09
2. The Age of Worry – 2:39
3. Shadow Days – 3:50
4. Speak for Me – 3:45
5. Something Like Olivia – 3:01
6. Born and Raised – 4:49
7. If I Ever Get Around of Living – 5:21
8. Love Is a Verb – 2:27
9. Walt Grace's Submarine Test, January 1967 – 5:10
10. Whiskey, Whiskey, Whiskey – 4:39
11. A Face to Call Home – 4:46
12. Born and Raised (Reprise) – 2:03
13. Fool to Love You (Titre Bonus) – 2:18

## Musiciens

### Composition du groupe
- John Mayer – Chants, guitare, harmonica, claviers, percussion
- Sean Hurley – Basse
- Aaron Sterling – Batterie, percussion
- Chuck Leavell – Claviers

### Musiciens additionnels
- Chris Botti – Trompette sur Walt Grace's Submarine Test, January 1967
- David Crosby – Chants additionnels sur Born and Raised et Born and Raised (Reprise)
- Jim Keltner - Batterie sur Something Like Olivia
- Greg Leisz – Pedal Steel sur Queen of California, Shadow Days, Whiskey, Whiskey, Whiskey, Born and Raised (Reprise) ; Lap Steel sur Born and Raised
- Graham Nash – Chants additionnels sur Born and Raised et Born and Raised (Reprise)
- Sara Watkins – Chants, violon sur A Face to Call Home

### Équipe de production
- Don Was – production
- Chad Franscoviak – Ingénieur du son
- Michael Brauer – Mixage
- Manny Marroquin – Mixage
- Martin Pradler – digital editing
- Bob Ludwig – mastering

### Équipe de production additionnelle
- Travis McGehee – assistant ingénieur du son/mixage
- Phil Joly – assistant ingénieur du son
- Pete Bischoff – assistant ingénieur du son
- Ian Shea – assistant ingénieur du son
- Jared Nugent – assistant ingénieur du son
- Scott Smith – assistant ingénieur du son
- Chris Owens – assistant ingénieur du son
- Chris Claypool – assistant ingénieur du son
- Patrick Spain – assistant ingénieur du son
- Ryan Gilligan – assistant mixage
- Chris Calland – assistant mixage

### Personnel additionnel
- David A. Smith – artwork
- Danny Clinch – photographie
- Roger Love – consultant vocal

## Certifications
| Pays              | Certification | Unités certifiées |
| ----------------- | ------------- | ----------------- |
| Australie (ARIA)  | Or            | 35 000            |
| Danemark (IFPI)   | Platine       | 20 000            |
| États-Unis (RIAA) | Or            | 500 000           |
| Pays-Bas (NVPI)   | Or            | 25 000            |
| Royaume-Uni (BPI) | Argent        | 60 000            |